# Samiko
Samiko  este un oraș în Grecia în prefectura Elida.